# Without You (Badfinger-låt)
För sången med samma titel av Mötley Crüe, se Without You (Mötley Crüe-sång). För sången med samma titel av Brooke Fraser, se Without You (Brooke Fraser sång).
Without You är en sång som ursprungligen spelades in av gruppen Badfinger till deras album No Dice (1970). Låten skrevs av Pete Ham och Tom Evans och producerades av Geoff Emerick. 
Låten blev känd först när den hade upptäckts och spelats in av Harry Nilsson 1971 till albumet Nilsson Schmilsson, och hamnade på Billboardlistans förstaplats under fyra veckor i februari 1972. 

## Covers
- 1971: Harry Nilsson spelade in en version till sitt album Nilsson Schmilsson. Låten släpptes som singel på hösten 1971, under fyra veckor i februari och mars 1972 låg hans version etta på Billboard Hot 100.

- 1991: Den brittisk-australiska popduon Air Supply släppte Without You som singel.

- 1994: Den amerikanska popsångerskan Mariah Carey släppte Without You som den tredje singeln från sitt album Music Box i januari 1994. Den nådde tredjeplatsen på Billboardlistan och hamnade på förstaplats i flera europeiska länder och är Careys hittills mest framgångsrika låt. På svenska Trackslistan blev hennes version 1994 års allra största hit.

- 2008: Den svenska artisten Timo Räisänen spelade in Without You som släpptes på hans fjärde studioalbum, ...And Then There Was Timo, i november 2008.